# Reinaldo Gorno

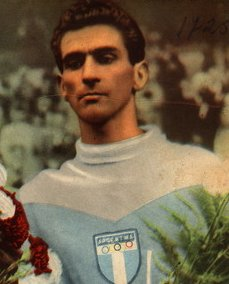
Reinaldo Gorno bei den Olympischen Spielen 1952

Reinaldo Berto Gorno (* 18. Juli 1918 in Yapeyú, Corrientes; † 10. April 1994 in Buenos Aires) war ein argentinischer Langstreckenläufer.

## Werdegang
Mit 22 Jahren gewann er bei der Südamerikanischen Meisterschaft 1941 die Silbermedaille im 10.000-Meter-Lauf. 1945 gewann er die Goldmedaille im Cross Country und erneut Silber über 10.000 Meter. Bei der Südamerikanischen Meisterschaft 1952 gewann er die Silbermedaille im Halbmarathon hinter Delfo Cabrera, dem Olympiasieger im Marathon 1948.
Bei den Olympischen Sommerspielen 1952 in Helsinki gewann er in der Zeit von 2:25:35,0 Stunden hinter Emil Zátopek die Silbermedaille im Marathonlauf. 1954 gewann er den Fukuoka-Marathon.
Seine persönliche Bestzeit über die Marathondistanz lief er 1955 mit 2:20,28 h.

## Nach der Karriere
Nach dem Ausscheiden aus dem aktiven Sport arbeitete Reinaldo Gorno als öffentlicher Angestellter in der Gemeinde Quilmes. Als er 1994 auf dem dortigen Sportplatz arbeitete, wurde er beim Angriff eines Kriminellen, der mit einschüchternden Absichten eine Kugel abfeuerte, die von einer Tür abprallte, schwer verletzt. Reinaldo Gorno starb im April 1994 nach fünf Operationen.